# Taça de Portugal de Basquetebol de 2016/2017
A edição da Taça de Portugal de Basquetebol referente à época de 2016/2017 decorreu entre 5 de Outubro de 2016 - 1ª Eliminatória - e 26 de Março de 2017, data em que se disputou a final a qual teve lugar no Pavilhão Multiusos de Gondomar, O Sport Lisboa e Benfica conquistou à sua 22ª Taça de Portugal de Basquetebol.

## 8 Avos de Final
|  | Oitavas de final       | Oitavas de final     |                      |     | Quartas de final | Quartas de final |  |  | Semifinais | Semifinais |  |  | Final | Final |
|  |                        |                      |                      |     |                  |                  |  |  |            |            |  |  |       |       |
|  | 28 Fevereiro           |                      |                      |     |                  |                  |  |  |            |            |  |  |       |       |
|  |                        |                      |                      |     |                  |                  |  |  |            |            |  |  |       |       |
|  | MaiaBasket ESCAPEFORTE | 73                   |                      |     |                  |                  |  |  |            |            |  |  |       |       |
|  | MaiaBasket ESCAPEFORTE | 73                   | 23 Março             |     |                  |                  |  |  |            |            |  |  |       |       |
|  | Galitos BARREIRO       | 88                   |                      |     |                  |                  |  |  |            |            |  |  |       |       |
|  | Galitos BARREIRO       | 88                   | Galitos BARREIRO     | 65  |                  |                  |  |  |            |            |  |  |       |       |
|  | 24 Fevereiro           |                      | Galitos BARREIRO     | 65  |                  |                  |  |  |            |            |  |  |       |       |
|  |                        | Terceira Basket Club | 49                   |     |                  |                  |  |  |            |            |  |  |       |       |
|  | SC Vasco da Gama       | Terceira Basket Club | 49                   | 71  |                  |                  |  |  |            |            |  |  |       |       |
|  | SC Vasco da Gama       |                      | 25 Março             | 71  |                  |                  |  |  |            |            |  |  |       |       |
|  | Terceira Basket Club   | 90                   |                      |     |                  |                  |  |  |            |            |  |  |       |       |
|  | Terceira Basket Club   | 90                   | Galitos BARREIRO     | 74  |                  |                  |  |  |            |            |  |  |       |       |
|  | 26 Fevereiro           |                      | Galitos BARREIRO     | 74  |                  |                  |  |  |            |            |  |  |       |       |
|  |                        | CAB-Madeira          | 79                   |     |                  |                  |  |  |            |            |  |  |       |       |
|  | SC Braga               | CAB-Madeira          | 79                   | 72  |                  |                  |  |  |            |            |  |  |       |       |
|  | SC Braga               | 23 Março             |                      | 72  |                  |                  |  |  |            |            |  |  |       |       |
|  | CAB-Madeira            | 92                   |                      |     |                  |                  |  |  |            |            |  |  |       |       |
|  | CAB-Madeira            | 92                   | CAB-Madeira          | 83  |                  |                  |  |  |            |            |  |  |       |       |
|  | 04 Março               |                      | CAB-Madeira          | 83  |                  |                  |  |  |            |            |  |  |       |       |
|  |                        | Lusitânia            | 75                   |     |                  |                  |  |  |            |            |  |  |       |       |
|  | Ovarense Dolce Vita    | Lusitânia            | 75                   | 87  |                  |                  |  |  |            |            |  |  |       |       |
|  | Ovarense Dolce Vita    |                      | 26 Março             | 87  |                  |                  |  |  |            |            |  |  |       |       |
|  | Lusitânia              | 90                   |                      |     |                  |                  |  |  |            |            |  |  |       |       |
|  | Lusitânia              | 90                   | CAB-Madeira          | 67  |                  |                  |  |  |            |            |  |  |       |       |
|  | 28 Fevereiro           |                      | CAB-Madeira          | 67  |                  |                  |  |  |            |            |  |  |       |       |
|  |                        | Sport Lisboa Benfica | 85                   |     |                  |                  |  |  |            |            |  |  |       |       |
|  | FC Porto               | Sport Lisboa Benfica | 85                   | 77  |                  |                  |  |  |            |            |  |  |       |       |
|  | FC Porto               | 24 Março             |                      | 77  |                  |                  |  |  |            |            |  |  |       |       |
|  | Illiabum Clube         | 78                   |                      |     |                  |                  |  |  |            |            |  |  |       |       |
|  | Illiabum Clube         | 78                   | Illiabum Clube       | 57  |                  |                  |  |  |            |            |  |  |       |       |
|  | 28 Fevereiro           |                      | Illiabum Clube       | 57  |                  |                  |  |  |            |            |  |  |       |       |
|  |                        | Sport Lisboa Benfica | 78                   |     |                  |                  |  |  |            |            |  |  |       |       |
|  | Esgueira/OLI           | Sport Lisboa Benfica | 78                   | 42  |                  |                  |  |  |            |            |  |  |       |       |
|  | Esgueira/OLI           |                      | 25 Março             | 42  |                  |                  |  |  |            |            |  |  |       |       |
|  | Sport Lisboa Benfica   | 94                   |                      |     |                  |                  |  |  |            |            |  |  |       |       |
|  | Sport Lisboa Benfica   | 94                   | Sport Lisboa Benfica | 81  |                  |                  |  |  |            |            |  |  |       |       |
|  | 28 Fevereiro           |                      | Sport Lisboa Benfica | 81  |                  |                  |  |  |            |            |  |  |       |       |
|  |                        | Vitória SC           | 60                   |     |                  |                  |  |  |            |            |  |  |       |       |
|  | UD Oliveirense         | Vitória SC           | 60                   | 92  |                  |                  |  |  |            |            |  |  |       |       |
|  | UD Oliveirense         | 24 Março             |                      | 92  |                  |                  |  |  |            |            |  |  |       |       |
|  | Sampaense Basket       | 57                   |                      |     |                  |                  |  |  |            |            |  |  |       |       |
|  | Sampaense Basket       | 57                   | UD Oliveirense       | 71  |                  |                  |  |  |            |            |  |  |       |       |
|  | 28 Fevereiro           |                      | UD Oliveirense       | 71  |                  |                  |  |  |            |            |  |  |       |       |
|  |                        | Vitória SC           | 73                   |     |                  |                  |  |  |            |            |  |  |       |       |
|  | Vitória SC             | Vitória SC           | 73                   | 102 |                  |                  |  |  |            |            |  |  |       |       |
|  | Vitória SC             |                      |                      | 102 |                  |                  |  |  |            |            |  |  |       |       |
|  | Eléctrico F.C.         | 58                   |                      |     |                  |                  |  |  |            |            |  |  |       |       |
|  | Eléctrico F.C.         | 58                   |                      |     |                  |                  |  |  |            |            |  |  |       |       |

A Partir dos quartos de final todos os jogos foram disputados no Pavilhão Multiusos de Gondomar

### II Fase - 2ª Eliminatória
| 2ª Eliminatória                | 2ª Eliminatória | 2ª Eliminatória | 2ª Eliminatória                    | 2ª Eliminatória |
| ------------------------------ | --------------- | --------------- | ---------------------------------- | --------------- |
| SC Braga - Estoril B.C.        | 69 – 57         |                 | SC Vasco da Gama - Casino Ginásio  | 83 – 68         |
| Esgueira/OLI - A.D.Sanjoanense | 81 – 57         |                 | Barreirense - Terceira Basket Club | 66 – 76         |

### II Fase - 1ª Eliminatória
| 1ª Eliminatória                         | 1ª Eliminatória | 1ª Eliminatória | 1ª Eliminatória                    | 1ª Eliminatória |
| --------------------------------------- | --------------- | --------------- | ---------------------------------- | --------------- |
| SC Vasco da Gama - Física Torres Vedras | 85 – 75         |                 | SC Braga - Academia do Lumiar      | 70 – 65         |
| A.D.Sanjoanense - Académico FC          | 65 – 57         |                 | AngraBasket - Terceira Basket Club | 71 – 76         |
| Guifões S.C. - Casino Ginásio           | 65 – 71         |                 | BAC - Esgueira/OLI                 | 59 – 66         |
| Estoril B.C. - Os Belenenses            | 89 – 84         |                 | Aliança Sangalhos - Barreirense    | 59 – 62         |

### I Fase - 4ª Eliminatória
| 4ª Eliminatória        | 4ª Eliminatória | 4ª Eliminatória | 4ª Eliminatória               | 4ª Eliminatória |
| ---------------------- | --------------- | --------------- | ----------------------------- | --------------- |
| Basket de Queluz - BAC | 58 – 76         |                 | SC Braga - ACR Vale de Cambra | 59 – 50         |

### I Fase - 3ª Eliminatória
| 3ª Eliminatória                            | 3ª Eliminatória | 3ª Eliminatória | 3ª Eliminatória                  | 3ª Eliminatória |
| ------------------------------------------ | --------------- | --------------- | -------------------------------- | --------------- |
| BAC - Ginásio "Patês Manná"                | 86 – 51         |                 | A.C.Moscavide - Basket de Queluz | 68 – 82         |
| Olivais Futebol Clube - ACR Vale de Cambra | 46 – 48         |                 | CD Póvoa - SC Braga              | 37 – 48         |

### I Fase - 2ª Eliminatória
| 2ª Eliminatória                   | 2ª Eliminatória | 2ª Eliminatória | 2ª Eliminatória                   | 2ª Eliminatória |
| --------------------------------- | --------------- | --------------- | --------------------------------- | --------------- |
| SIMECQ - BAC                      | 49 – 69         |                 | Basket de Queluz - Basket Loures  | 77 – 43         |
| Algés - A.C.Moscavide             | 52 – 75         |                 | FC Gaia - ACR Vale de Cambra      | 55 – 58         |
| GDB Leça / Cargolândia - SC Braga | 59 – 60         |                 | CD Póvoa - Pad.Ribeiro/Salesianos | 73 – 66         |

### I Fase - 1ª Eliminatória
| 1ª Eliminatória                               | 1ª Eliminatória | 1ª Eliminatória | 1ª Eliminatória                               | 1ª Eliminatória |
| --------------------------------------------- | --------------- | --------------- | --------------------------------------------- | --------------- |
| GD Gafanha - ACR Vale de Cambra               | 66 – 77         |                 | FC Gaia - CDJR                                | 70 – 57         |
| Olivais Futebol Clube - SC Marinhense         | 77 – 51         |                 | Estrela Santo André - SIMECQ                  | 25 – 85         |
| BAC - RC Vale Cavala                          | 71 – 58         |                 | Basket Loures - Nacional Natação              | 59 – 26         |
| Algés - NB Queluz                             | 64 – 61         |                 | Salesianos OSJ - A.C.Moscavide                | 47 – 93         |
| Basket de Queluz - GDEMAM                     | 68 – 42         |                 | CD Póvoa - A.C.Alfenense-DOSAPAC              | 59 – 53         |
| FAC-Crédito Agrícola - GDB Leça / Cargolândia | 63 – 65         |                 | Basquete de Barcelos - Pad.Ribeiro/Salesianos | 53 – 60         |
| CB Viana / NORTALUGA - SC Braga               | 46 – 87         |                 |                                               |                 |